# Petit-Failly
Petit-Failly ist eine französische Gemeinde mit 94 Einwohnern (Stand: 1. Januar 2022) im Département Meurthe-et-Moselle in der Region Grand Est (bis 2015 Lothringen). Sie gehört zum Arrondissement Val-de-Briey und ist Mitglied im Gemeindeverband Communauté de communes Terre Lorraine du Longuyonnais. 

## Geografie
Petit-Failly liegt im nördlichen Teil des Départements an der Grenze zum benachbarten Département Meuse, etwa 38 Kilometer nordwestlich von Val de Briey am Othain, der die Gemeinde im Westen begrenzt.
Umgeben wird Petit-Failly von den fünf Nachbargemeinden:
|                              | Saint-Jean-lès-Longuyon                     | Colmey       |
| Marville (Département Meuse) | Kompassrose, die auf Nachbargemeinden zeigt |              |
|                              | Rupt-sur-Othain (Département Meuse)         | Grand-Failly |

## Bevölkerungsentwicklung

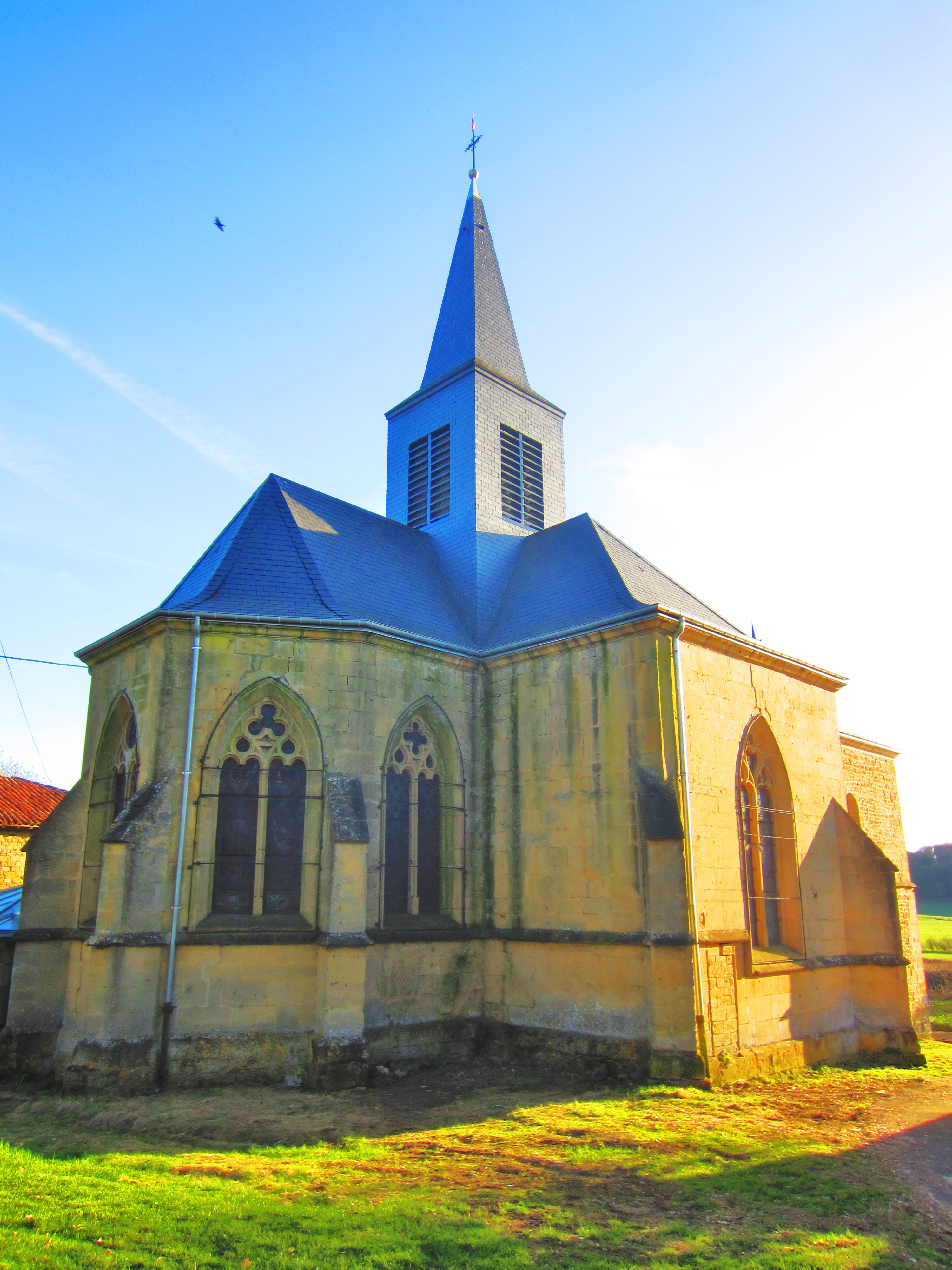
Pfarrkirche Saint-Rémy

| Jahr                       | 1962 | 1968 | 1975 | 1982 | 1990 | 1999 | 2006 | 2019 |
| Einwohner                  | 89   | 70   | 71   | 63   | 64   | 76   | 78   | 87   |
| Quellen: Cassini und INSEE |      |      |      |      |      |      |      |      |

## Sehenswürdigkeiten
- Gallorömische Siedlungsreste
- Pfarrkirche Saint-Rémy, im 15. Jahrhundert neu gebaut
- Schloss Egremont, heute Bauernhof, aus dem 16. Jahrhundert
- Burg Failly aus dem 14. oder 15. Jahrhundert